# 塞古拉德洛斯瓦尼奥斯
塞古拉德洛斯瓦尼奥斯，是西班牙阿拉贡自治区特鲁埃尔省的一个市镇。总面积54平方公里，总人口40人（2001年），人口密度1人/平方公里。